# Unni Jerndal
Unni Jerndal, född 27 januari 1965 i Västerås församling i Västmanlands län, är en svensk journalist och kommunikatör.
Jerndal var en av pionjärerna som 1990 var med och startade TV4Nyheterna. Under två decennier  arbetade hon som nyhetsankare och reporter på TV4 och SVT. Sin första direktsändning som programledare gjorde hon i SVT:s Aktuellt 1991. I SVT ledde också den utbildande programserien Världens ekonomi. 1995  gick hon tillbaka till TV4 som reporter och programledare för Nyheterna och Nyhetsmorgon. När TV4 och Dagens industri gick ihop i det första print-broadcast-samarbetet i Sverige hade hon en ledande roll på Ekonominyheterna. Under åren 2007-2008 vikarierade hon också som administrativ chef på Aktualitetsavdelningen på TV4. Från 2009 var hon ekonomisk kommentator i kanalens nyhetsprogram.
År 2010 lämnade Jerndal journalistiken för att bli kommunikationschef på Riksgälden. År 2014 gick hon över till regeringskansliet i Genomförandekommittén för nya polismyndigheten och ledde arbetet med att bygga den första nationella kommunikationsavdelningen som kommunikationsdirektör på Polismyndigheten. Hon lämnade myndigheten i oktober 2016 efter meningsskiljaktigheter med dåvarande rikspolischef Dan Eliasson. Enligt Polistidningen blev Jerndal utköpt och hon fick behålla sin månadslön på 100 000 i ett år. År 2017 blev hon kommunikationschef på Bankgirot. Under februari 2019 fortsatte hon till Swedbank som presschef och övergick senare till att vara senior rådgivare fram till 2023. Unni Jerndal är idag rådgivare och konsult på Kreab. 
Åren 1993–2011 var hon gift med Mats J. Larsson och tillsammans har de två söner.